# Steve Soto
Steve Soto (ur. 23 sierpnia 1963, zm. 27 czerwca 2018) – amerykański gitarzysta i wokalista.

## Życiorys

### Działalność artystyczna
W 1979 roku założył grupę Agent Orange, jednak w ciągu roku opuścił zespół, by stworzyć Adolescents. W latach 1981–2016 zespół ten wydał dziewięć albumów, w tym debiutancki album zwany „niebieskim albumem”, który stał się jednym z pierwszych hardcore'owych albumów w Ameryce. Zespół rozpadł się w 1981 r., a dwa miesiące później wyszła EP-ka Welcome to Reality, ta jednak nie przyjęła się zbyt dobrze. W 1986 reaktywowano zespół, by zagrać na Fenders Ballroom w Kalifornii. Występ cieszył się dużym uznaniem zarówno wśród fanów jak i krytyków, co doprowadziło do reformacji grupy, ale już w zmienionym składzie. W 1988 r. Soto był głównym wokalistą, a w 1989 r. Adolescents ponownie się rozpadło. Z byłym perkusistą Adolescent, Sandy Hansonem, w 1996 założyli zespół Joyride i wydali dwa albumy – Johnny Bravo oraz Another Month Of Mondays, oba wydawnictwem Doctor Dream Records. W 2001 r. zespół Adolescent przegrupowano, by występować na żywo, w 2004 roku wydano album koncertowy Live at the House of Blues. W 2008 roku Steve stworzył swój własny band Steve Soto and the Twisted Hearts, gdzie był wokalistą i grał na gitarze. Był również członkiem takich zespołów jak Legal Weapon, Manic Hispanic, 22 Jacks oraz Punk Rock Karaoke.

## Życie prywatne
Jego matka jest Szwedką, a ojciec Meksykaninem. Zmarł 27 czerwca 2018 r. w wieku 54 lat, przyczyna śmierci jest nieznana.